# سابیرها

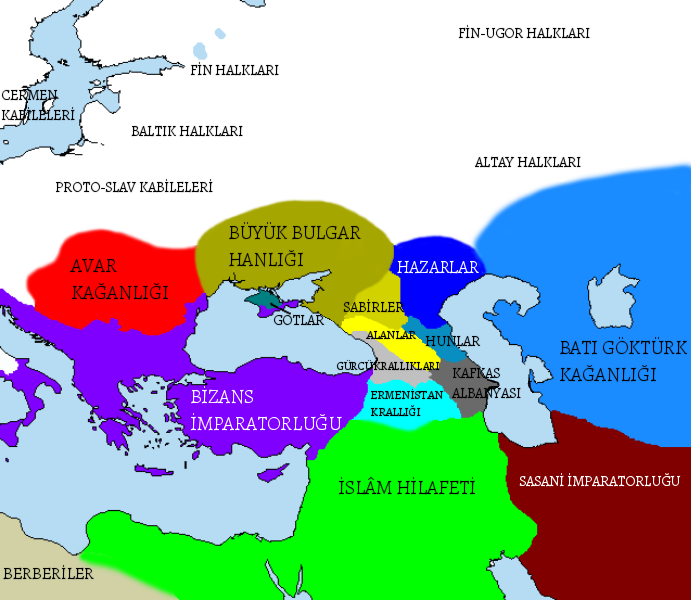
سابیرها در حدود ۶۵۰ بعد از میلاد

سابیرها یا ساویرها (یونانی: Σάβιροι) قومی بودند که از سده پنجم تا هشتم میلادی در جلگه پست غربی دریای کاسپین، در مناطق داغستان امروزی و بخشی از جمهوری آذربایجان کنونی سکونت داشتند.
از زبان سابیرها اثری باقی نمانده اما تصور می‌شود که باید به زبانی ترک‌تبار متکلم بوده باشند. ارتباط زبان آنها با مجاری و زبان‌های اُغوری نیز منتفی دانسته نشده است. سابیرها به خاطر تاخت‌وتازهای پیاپی خود به محدوده‌های مرزی شاهنشاهی ایران و امپراتوری روم شناخته می‌شوند. سابیرها در دوره‌ای از هم‌پیمانان ساسانیان بودند.

## پیشینه
پریسکوس گزارش می‌دهد که سابیرها در سال ۴۶۱ میلادی به ساراگورها، اروگ‌ها و اونوگورها حمله کرده و این اقوام را به شمال رود ولگا راندند. پس از آن سابیرها، خود از سوی آوارها مورد هجوم قرار گرفتند.
سابیرها با ایران ساسانی هم‌پیمان بودند اما پس از آن‌که حملات آوارها به سابیرها شدت پیدا کرد، سابیرها در سال ۵۵۲ با دشمن ساسانی‌ها یعنی امپراتوری بیزانس هم‌پیمان شده و به منطقه قفقاز تاختند.
کمی نگذشت که سابیرها نخست از آوارها و سپس از گوک‌ترک‌ها شکست خورده و مسخر آنان شدند. پس از سال ۷۰۰ میلادی اشاره کمی در متون تاریخی به سابیرها شده و به احتمال زیاد باید در اقوامی چون خزرها و بلغارها استحاله شده باشند.